# District de Castries
Le district de Castries est l'un des dix districts de Sainte-Lucie. Son chef-lieu, Castries est aussi la capitale du pays.

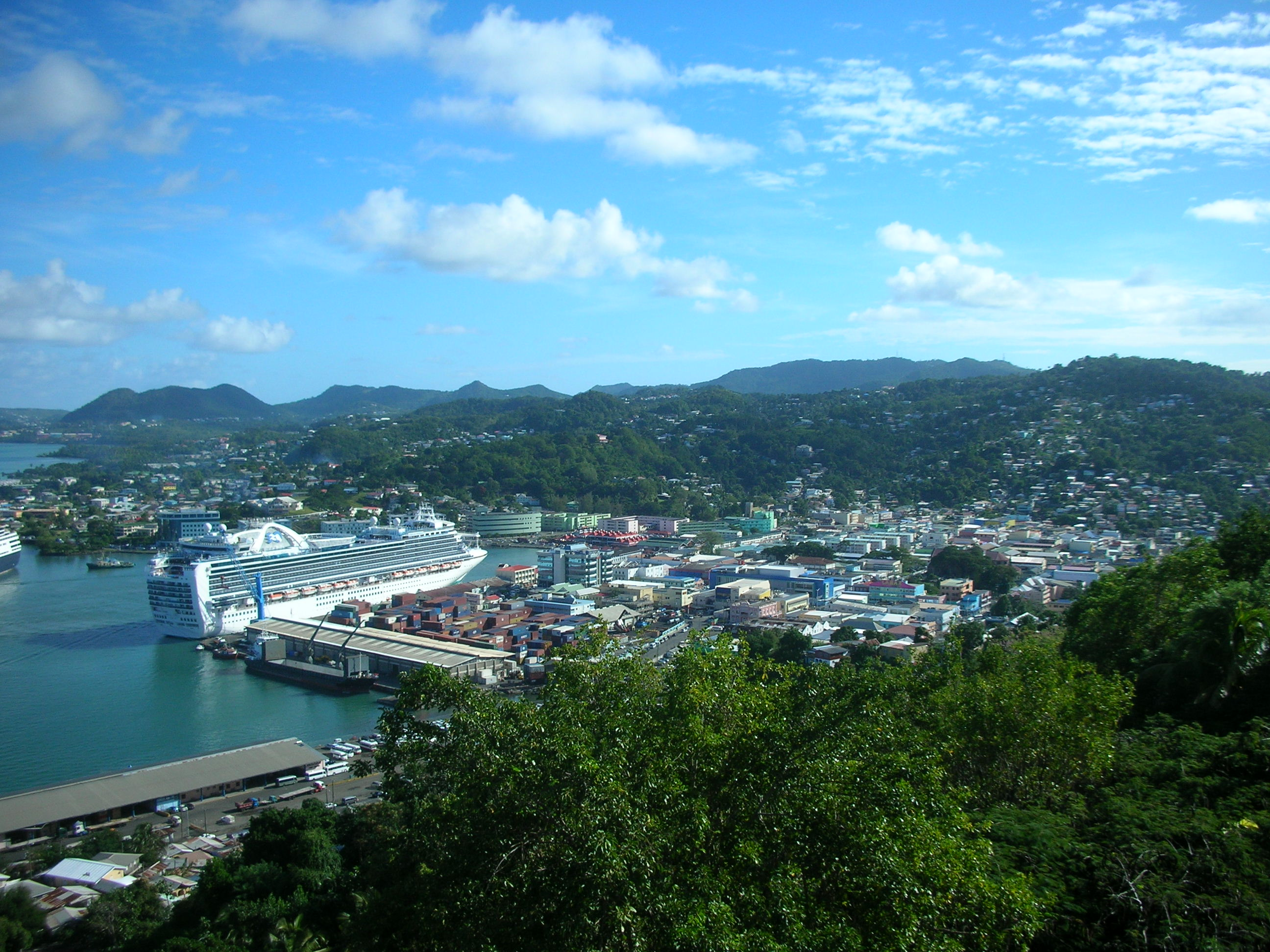
Port de Castries.

## Autres lieux
- Marigot Bay
- Cap Marigot